# 래샤트 애흐매도프
래샤트 아시프 오글루 애흐매도프(아제르바이잔어: Rəşad Asif oğlu Əhmədov, 1981년 1월 5일~)는 아제르바이잔의 태권도 선수이다. 2004년 하계 올림픽과 2008년 하계 올림픽에 남자 웰터급에 참가했고 세계 선수권 대회에서 동메달 2개, 유럽 선수권 대회에서  은메달 2개, 동메달 2개를 획득했다.